# Empfangshalle

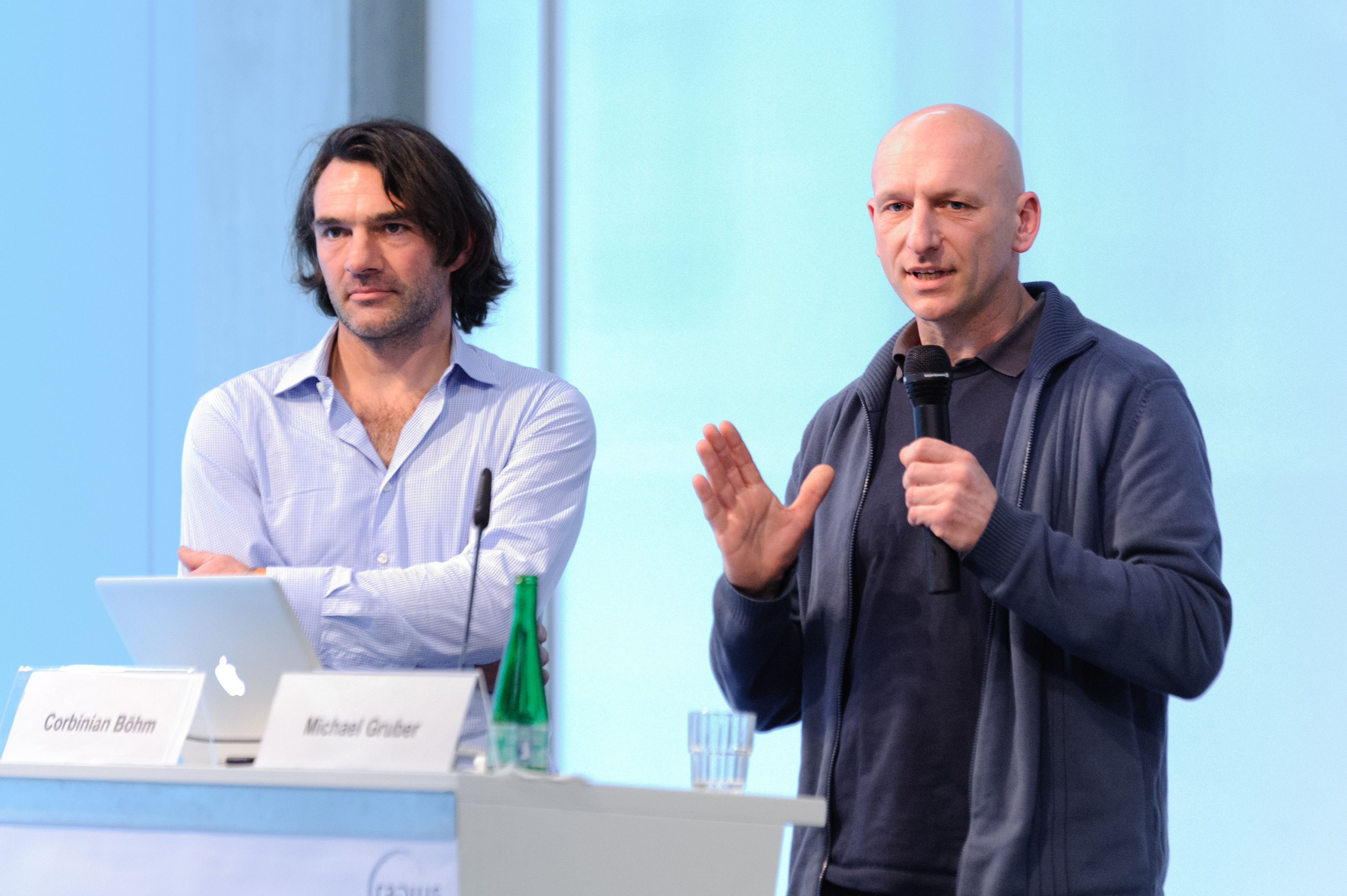
Empfangshalle (Corbinian Böhm et Michael Gruber).

Empfangshalle (hall d'accueil en français) est le nom du duo d'artistes Corbinian Böhm et Michael Gruber et fut fondé à Munich (Allemagne) en 1995.
Le médium de leurs travaux est la société. Ils lancent leurs projets artistiques en espace public, dans le centre de la société, surtout à des places populaires. Les messages pour les contemplateurs de leurs travaux souvent n'ont pas de sens. Un exemple est leur action passé sous le nom [gei: hi:n ho:l] avec des mega-posters, lesquels ont porté des messages étrangers  indéchiffrables.

## Expositions et projets
(liste chronologique)
- 1998 :
  - "Pagine per la Libertà" (pages pour la liberté), Pise, Italie
  - "Sag lächelnd Good Bye" (dis good bye en souriant), vieux cimetière du nord de Munich, Allemagne
  - Skulpturenprojekt (projet avec des sculptures), Alentejo, Portugal

- 1999 :
  - "Play", vieux cimetière du nord de Munich, Allemagne

- 2000 :
  - "Drei-Sekunden" (trois secondes), sur la rampe devant le studio d'Empfangshalle, Munich, Allemagne
  - "Empfangshalle macht sich ein Bild" (Empfangshalle se fait une impression), Maison des Beaux-Arts, Munich, Allemagne
  - "Himmelfahrt" (ascension ), musée diocésain, Freising, Allemagne
  - "Laden und Löschen" (télécharger et supprimer), Piazza, maison littéraire à Munich, Allemagne
  - "Move me", entrées de metro à Munich, Nuremberg et Berlin, Allemagne
  - "Open Art", Maximiliansforum, Munich, Allemagne
  - "Qualitätswochen" (semaines de qualité), galerie publique des beaux-arts de Baden-Baden, Allemagne

- 2001 :
  - "Bitte melde Dich" (annonce-toi, s'il vous plaît), Brooklyn Bridge, New York
  - "Loch" (trou), travail en coopération avec Haubitz&Zoche
  - "Kabûl Salonu", Istanbul, Turquie

- 2002 :
  - "Auf kürzestem Weg" (sur le plus bref chemin), galerie des artistes ('Galerie der Künstler'), Munich, Allemagne
  - "Auftraggeber mit Öffentlichkeit" (client avec publicité), Munich, Allemagne
  - "Gelsenlos" (billet de loterie de Gelsen(kirchen))", galerie "Overtures", Gelsenkirchen, Allemagne

- 2003 :
  - "Cape of Good Hope" (Cap de Bonne-Espérance), projet artistique en espace public, Kuopio, Finlande
  - "Woher Kollege Wohin Kollege" (homologue, d'où viens-tu, où vas-tu), projet artistique en espace public, Munich, Allemagne
  - Werkschau (exposition des travaux), Kunsthaus Raskolnikow, Dresde, Allemagne

- 2004 :
  - premiere of "Woher Kollege Wohin Kollege" (homologue, d'où viens-tu, où vas-tu), film documentaire du projet du même nom, musée municipal de Munich, Allemagne
  - "Brot und Butter" (du pain et du beurre), galerie municipal dans l'Höhmannhaus, Augsbourg, Allemagne
  - "Schichtwechsel" (relève), salle 13, filature de coton ('Baumwollspinnerei'), Leipzig, Allemagne

- 2005 :
  - "Gei hin hol", [gei: hi:n ho:l], projet artistique en espace public avec des mega-posters, Munich, Allemagne
  - "Ein Kreuz für das 21. Jahrhundert" (une croix pour le XXIe siècle), musée diocésain, Freising, Allemagne
  - "Willkommen in Leipzig" (bienvenue à Leipzig), en coopération avec "zwischengrün", association des arts de Leipzig, Allemagne
  - "Klopstockstr. Haus 6" (rue Klopstock maison numéro 6), Petulapark, Munich, Allemagne

- 2006 :
  - "Eröffnungsausstellung H2 - Zentrum für Gegenwartskunst" (exposition de l'ouverture de l'H2), Augsbourg, Allemagne
  - "as if we were alone", 'Ars electronica', Linz, Autriche (31 août à 5 septembre)
  - "Klopstockstr. Haus 6", Petulapark Munich
  - "Image Flux: China, Guangzhou"
  - "as if we were alone", Filmfest München

- 2007 :
  - "Mobile journey", 52e Biennale de Venise
  - Fototriennale, Esslingen
  - "Woher Kollege wohin Kollege", "urban stories", Berlin

- 2008 :
  - "Camp Berlin", Berlin
  - "Werkschau", Kunsthaus Raskolnikow et en espace public, Dresden
  - "Paradoxien des Öffentlichen", Wilhelm Lehmbruck Museum, Duisburg
  - "seesaw", Dina4 atelier, Berlin
  - "3+2=4" DG Deutsche Gesellschaft für christliche Kunst, Munich
  - "Golden Gate" Kunst am Bau projet, Neues Schulzentrum, Fürstenfeldbruck
  - "Seaplay" China Cup, installation sur la plage, Shenzhen
  - "Wanderarbeiter" Shenzhen, vidéo et performance avec des travailleurs

- 2009 :
  - "Art on Site" NCCA Moskau et Goethe-Institut, Kaliningrad, Russie
  - "Beauty and the beast" 3ème Moscou Biennale, Russie
  - "Kunst zur Arbeit" Opelvillen, Rüsselsheim
  - "The Benjamin Project" Gallery Diet, Miami, États-Unis d'Amérique
  - "Paradiso" musée diocésain, Freising, Allemagne
  - "Wanderarbeiter" Shenzhen, un produit de vidéo et performance avec ouvriers

- 2010 :
  - "The Benjamin Project", individual exhibtion, He Xiangning Art Museum, Shenzen, Chine

- 2011 :
  - "Hinterm Horizont", la réalisation de "Kunst est Bau" un concept pour la Justizvollzugsanstalt Heidering, Berlin, Alemania
  - "taggen" au KIOSK FRee, Sendlinger Tor, Munich
  - "Isar Peak", within the scope of "transformations", Galerie Kampl, Munich

- 2012 :
  - "arabian countdown", un travail temporel dans la Rotonde de la Pinakothek der Moderne, Munich, Alemania[1]